# Grotte de Covadonga
Pour les articles homonymes, voir Covadonga.
 (octobre 2023).
Si vous disposez d'ouvrages ou d'articles de référence ou si vous connaissez des sites web de qualité traitant du thème abordé ici, merci de compléter l'article en donnant les références utiles à sa vérifiabilité et en les liant à la section « Notes et références ».

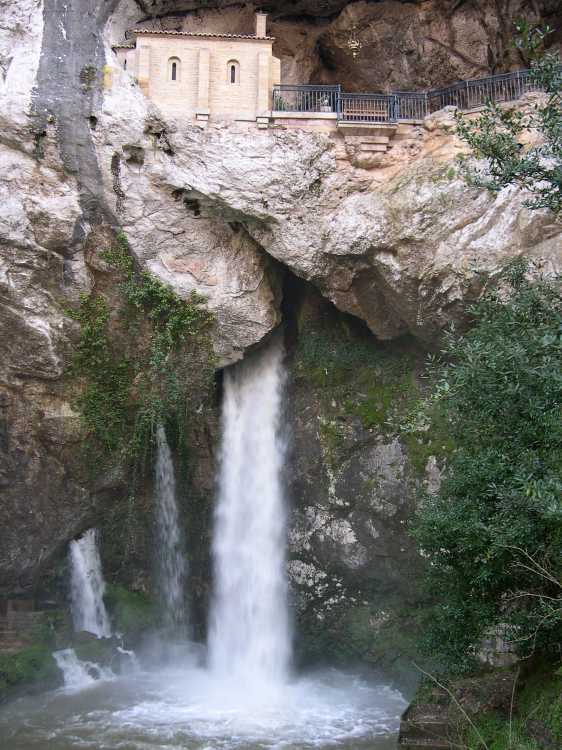
La sainte grotte.

La grotte de Covadonga (en espagnol : Santa Cueva de Covadonga) est un sanctuaire catholique de la principauté des Asturies en Espagne. Il s'agit d'une grotte à rituel, située dans les contreforts du Mont Auseva, qui donne son nom à la paroisse de Covadonga sur la commune de Cangas de Onís. « Covadonga », issu du latin Cova Dominica, signifie « Grotte de la Dame », étant donné que ce lieu est dédié au culte de la Vierge Marie. La chapelle qui y est située abrite la Vierge de Covadonga.

## Description et histoire

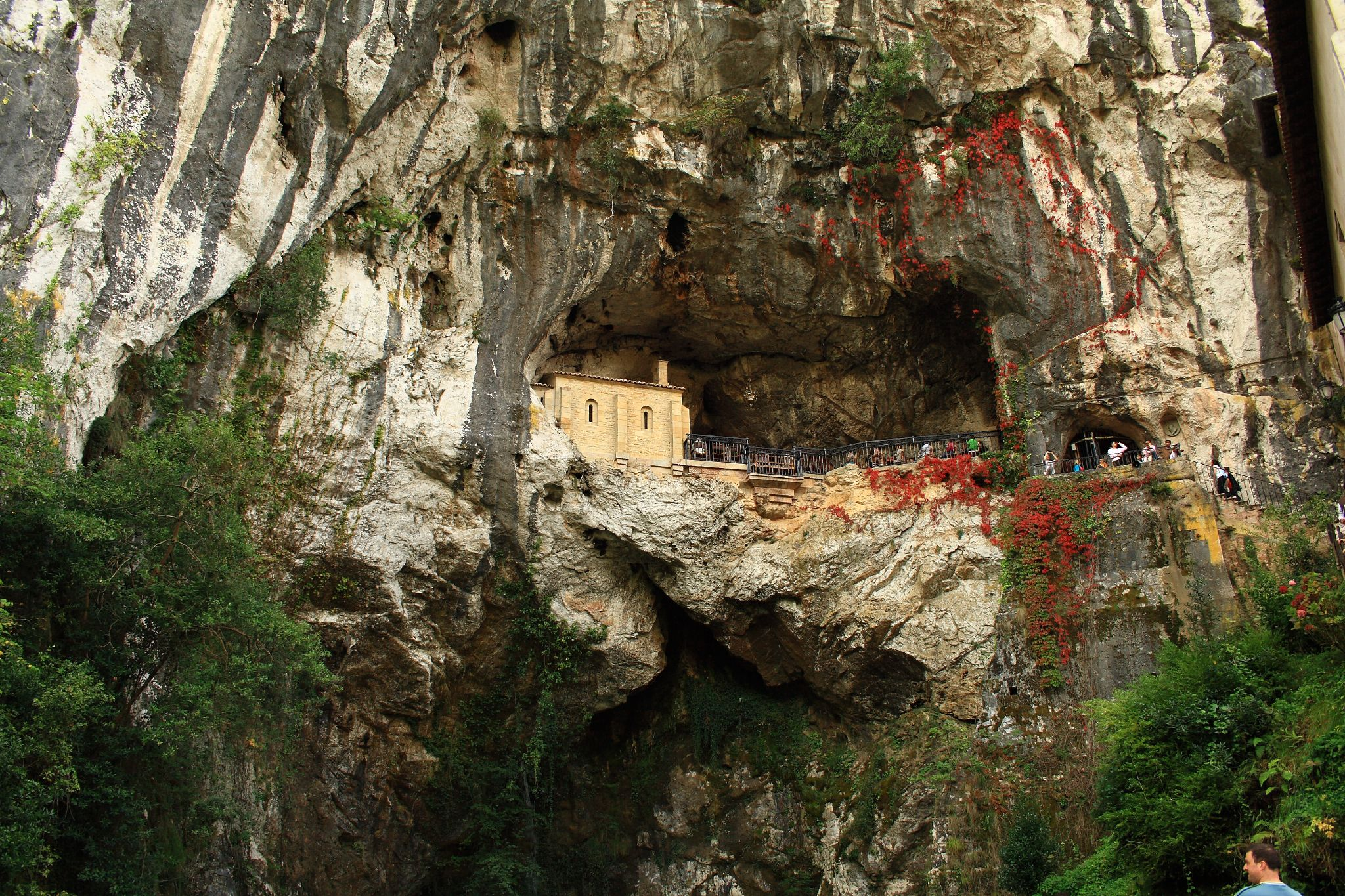
Vue générale de la grotte.

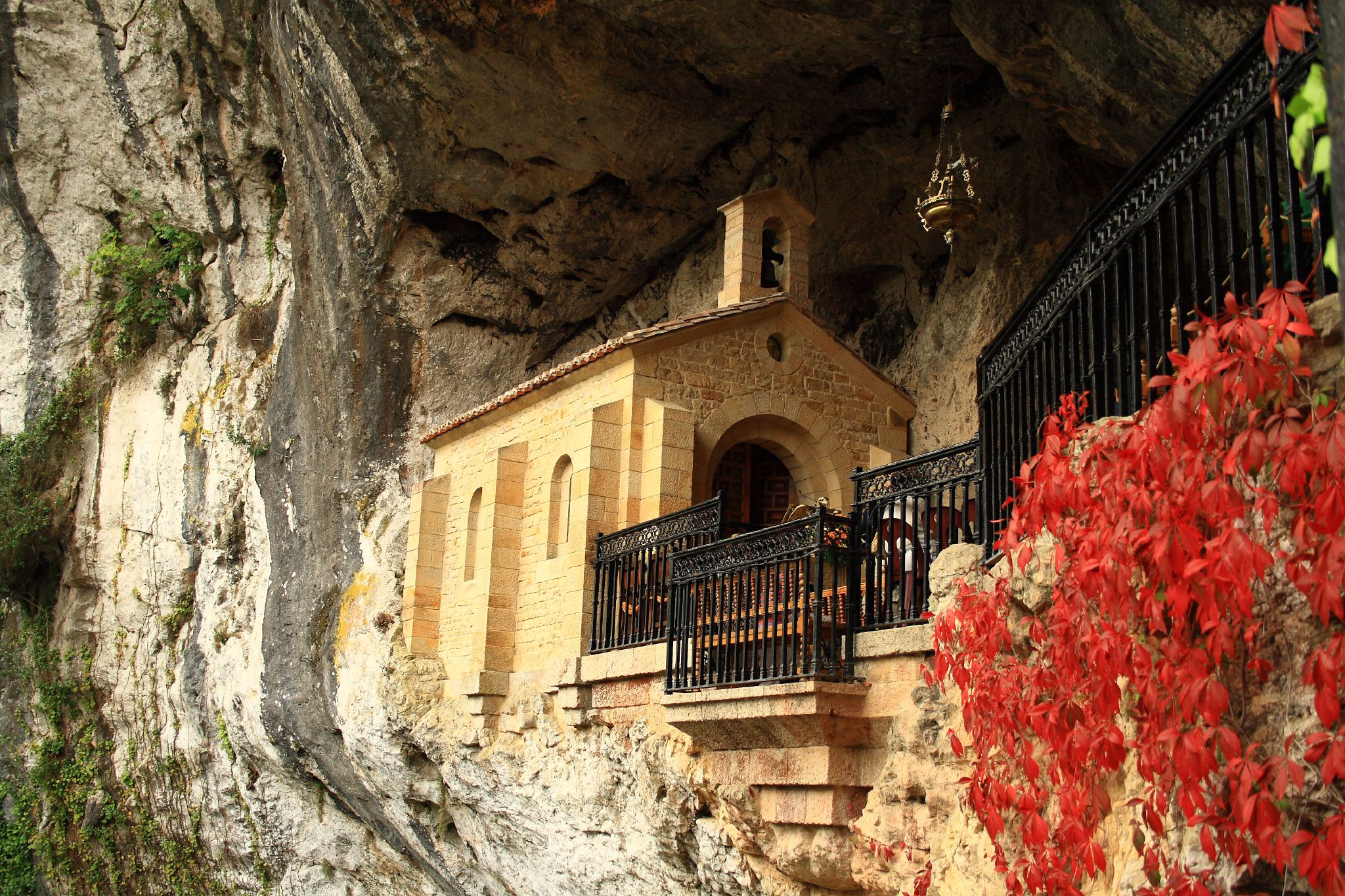
Chapelle de la sainte grotte.

L'origine de la grotte comme lieu de culte est controversée. La tradition affirme que Pélage le Conquérant, parti à la poursuite d'un malfaisant qui se serait réfugié dans cette grotte, rencontra un ermite qui vénérait la Vierge Marie. L'ermite demanda à Pélage de pardonner au malfaisant, étant donné qu'il s'était mis sous la protection de la Vierge. Il lui dit également que viendrait un jour où lui aussi aurait besoin de s'abriter dans la Grotte. Certains historiens disent qu'il est plus vraisemblable que Pélage et les chrétiens, réfugiés dans la Grotte pour échapper aux Musulmans, avaient apporté avec eux une image de la Vierge, qu'ils laissèrent à cet endroit après leur victoire dans la Bataille de Covadonga.
Les chroniques musulmanes sur la Bataille de Covadonga affirment que dans cette Grotte se concentrèrent les forces de Pélage, se nourrissant du miel laissé par les abeilles dans les fentes de la roche. Les chroniques chrétiennes considèrent que l'intervention miraculeuse de la Vierge Marie fut décisive dans la victoire pour repousser les attaques sur la Grotte.

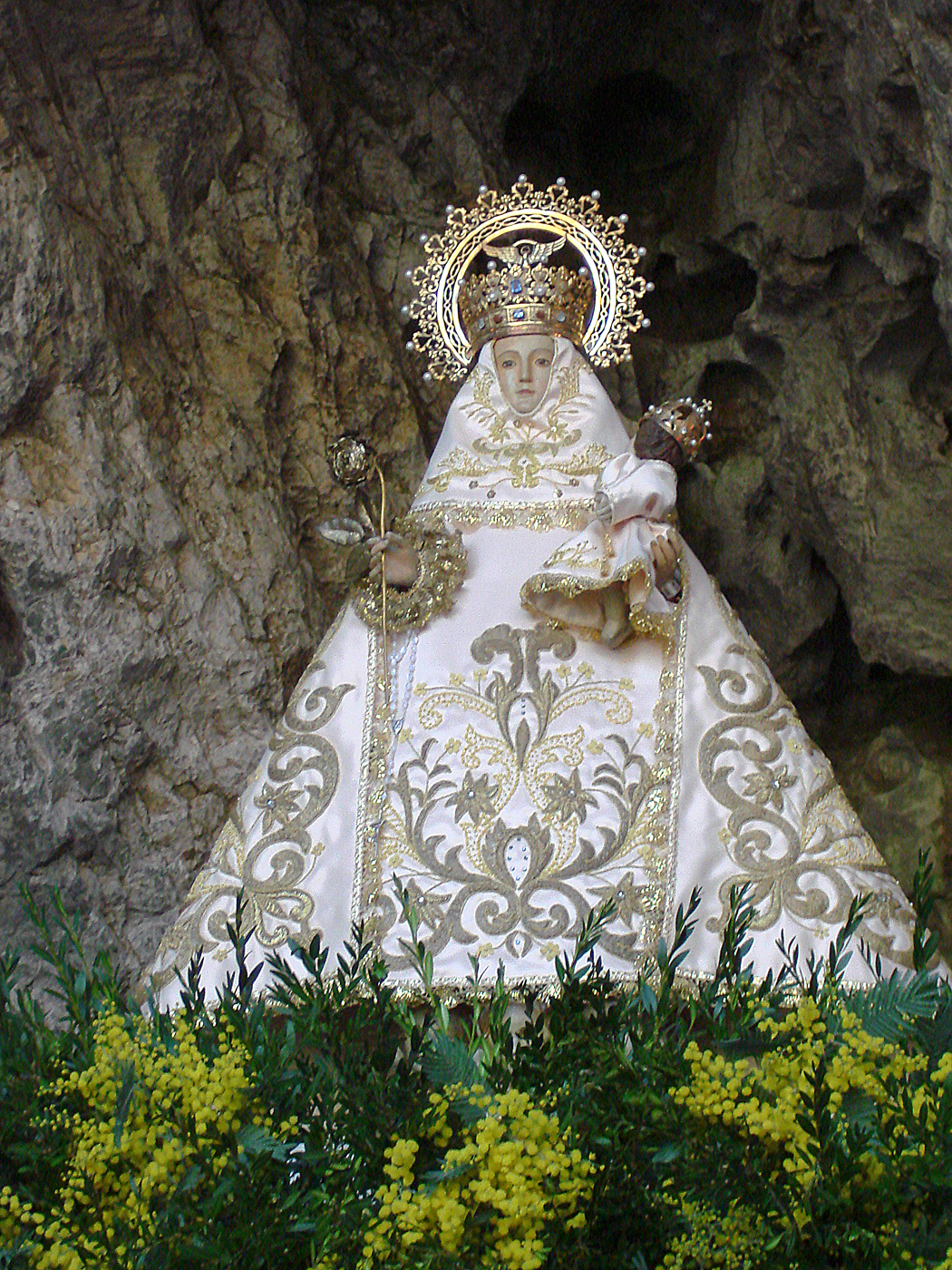
La Vierge de Covadonga, dans la chapelle de la grotte.

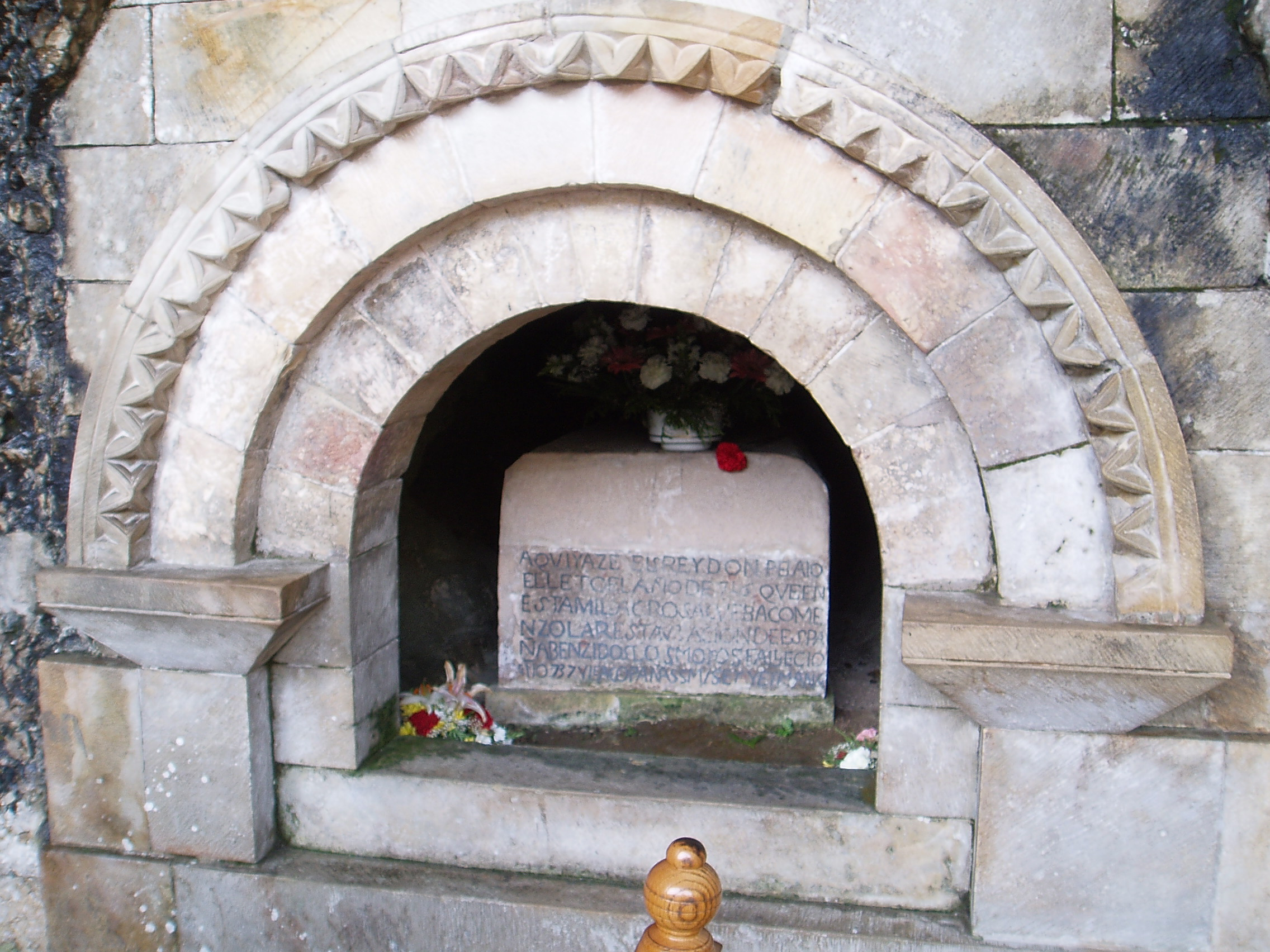
Tombe du roi Pélage dans la sainte grotte.

La première construction dans la sainte grotte date des temps d'Alphonse Ier le Catholique qui en action de grâces pour la victoire de Pélage face aux musulmans, ordonna l'érection d'une chapelle dédiée à la Vierge Marie, qui fut à l'origine du patronage de la Vierge de Covadonga (connue populairement sous le nom de La Santina). Outre l'autel de la Vierge, deux autres furent construits pour Saint Jean Baptiste et Saint André. Alphonse Ier fit don de cette église à l'ordre bénédictin. 
La grotte était recouverte de bois, jusqu'à ce qu'en 1777 un incendie détruise la sculpture originale de la Santina. La statue actuelle date du XVIe siècle, et fut offerte au Sanctuaire par la Cathédrale d'Oviedo en 1778. La sculpture de la Vierge est de bois polychrome, aux traits harmonieux ; elle porte le Divin Enfant et une rose en or.
En 1939, pendant la Guerre Civile, l'image de la Vierge fut mise à l'abri des profanations républicaines, à l'ambassade d'Espagne en France. La chapelle actuelle, de style roman, est l'œuvre de Luís Martínez Pidal.

### Personnages historiques enterrés à Covadonga
Dans la grotte se trouve le tombeau de Don Pélage, premier roi des Asturies, accompagné de sa femme Gaudiosa (es). Situé à l'origine à l'église de Santa Eulalia d'Abamia, son transport fut ordonné par Alphonse X le Sage.
Le tombeau d'Alphonse Ier des Asturies s'y trouve également.